# Horná Mariková
Horná Mariková (maďarsky Felsőmarikó) je obec na Slovensku v okrese Považská Bystrica v regionu Horní Pováží. Žije zde 576 obyvatel. První písemná zmínka o obci pochází z roku 1321. Obec do roku 1954 tvořila se sousední obcí Dolná Mariková jednu obec.

## Poloha
Horná Mariková leží 20 kilometrů severozápadně od okresního města Považské Bystrice v pohoří Javorníky. Obcí protéká směrem na jihovýchod Marikovský potok, nazývaný i Marikovka. Průměrná nadmořská výška obce je 470 m n. m.
Obec sousedí na jihovýchodě s obcí Dolná Mariková, na severovýchodě s Papradnem, na jihozápadě s obcí Lazy pod Makytou a na severozápadě s Českou republikou.
Administrativně je součástí obce deset místních části: Belejov, Hlboké, Modlatín, Pagaňov, Ráztoka, Rovné, Stolečné, Udička, Vlkov a Žrnové, které jsou dále rozděleny do více kopanic.

## Památky
V centru obce, v osadě Modlatín, se nachází římskokatolický kostel sv. Jana Nepomuckého. Byl postaven v roce 1765 a v letech 1925 – 1926 byl přestavěn a rozšířen o novou část lodě s boční přístavbou. V jednotlivých osadách je zachována původní roubená lidová architektura.
V osadě Ráztoka byl dřevěný kostelík z roku 1949, který  dne 11.8.2016 shořel; v roce 2018 byla započata stavba nového kostelíka.

## Fotografie

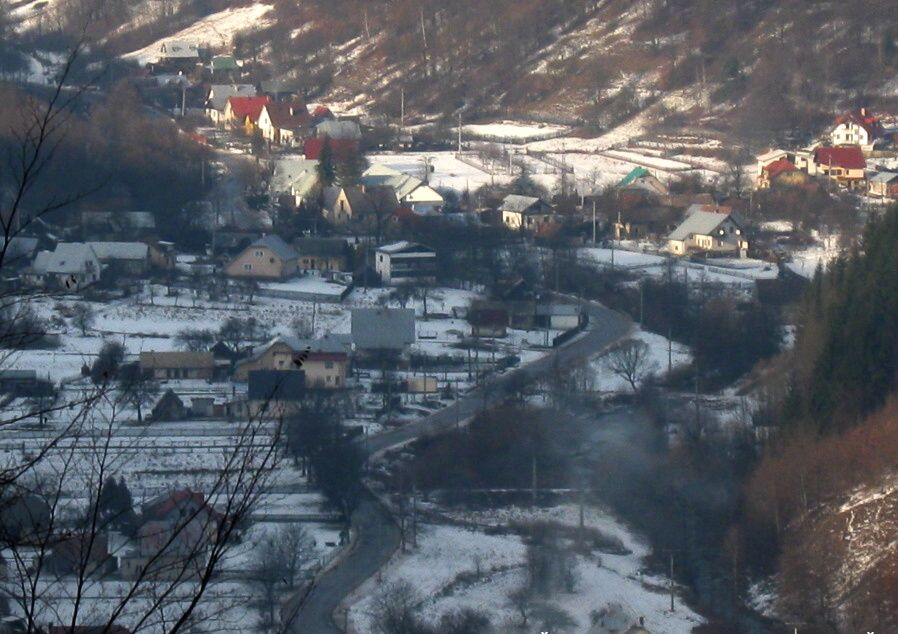
Pagaňov
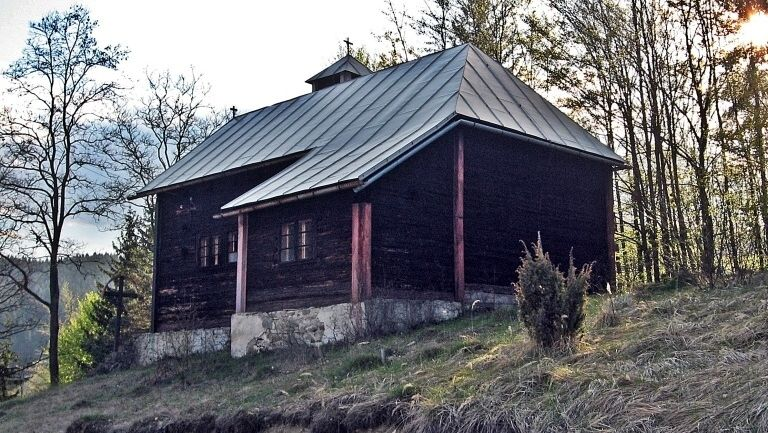
Dřevěný kostelík v místní části Ráztoka